# Pas Alexandra
Pas Alexandra (Keszthely, 1992. március 31. –) labdarúgó, hátvéd. A Viktória FC labdarúgója volt.

## Pályafutása

### Klubcsapatban
A Zalaapáti SE csapatában kezdte a labdarúgást. 2006-ban igazolt a Viktória együtteséhez, ahol bemutatkozott az élvonalban. A szombathelyi csapattal egyszeres bajnok és kétszeres magyar kupa győztes volt. 2011 nyarán visszavonult az aktív labdarúgástól.

## Sikerei, díjai
- Magyar bajnokság
  - bajnok: 2008–09
  - 2.: 2006–07, 2007–08, 2009–10, 2010–11
- Magyar kupa
  - győztes: 2008, 2009, 2011